# Бернар Тевене
Бернар Тевене (фр. Bernard Thévenet, IPA: ; 10. јануар 1948) бивши је француски професионални бициклиста у периоду од 1970. до 1981. године. Тевене је двоструки победник Тур де Франса. Познат је и као човек који је окончао еру Едија Меркса, који је пет пута освајао Тур де Франс.

## Детињство и аматерска каријера
Тевене је рођен у фармерској породици и живео је у сеоцету званом Волан (фр. Le Guidon). Са шест година је ишао у школу на полици на сестрином бициклу, а свој први бицикл је добио годину касније и возио је по десет километара. Први бицикл за одрасле добио је као поклон за завршетак школе, са 14 година. Његовим родитељима је био потребан на фарми, али су знали његове амбиције. Тевене је возио на трци, а родитељи су то сазнали тек из локалних новина. Председник клуба их је позвао на наредну трку и Тевене је победио. Био је шампион Бургундија 1965. и 1966. а 1968. освојио је национално првенство за јуниоре. 1969. одслужио је војни рок.

## Професионална каријера
Професионалну каријеру је почео у тиму Пежо 1970. и остварио је две победе, освојио је трку Мон Фарон, а затим је возио свој први Тур де Франс. Тевене је у тим позван два дана пре почетка Тура. Победио је на етапи 18, на кол де Турмалеу, а у генералном пласману завршио је на 35 месту. 1971. освојио је две трке у Француској, а на Тур де Франсу је опет освојио једну етапу и четврто место у генералном пласману. 1972. је освојио трку у Ломбардији, Монте Кампионе и трку у Бретањи. На Тур де Франсу, Тевене је пао на спусту на седмој етапи и добио је привремену амнезију. Тек кад је препознао тимски аутомобил, сетио се да вози Тур де Франс. Одбио је да напусти Тур и четири дана касније, освојио је етапу на Мон Вентуу. Тевене је победио и на етапи 17 и завршио је на деветом месту у генералном пласману.
Године 1973. освојио је етапу на Критеријуму Дофине, где је завршио на другом месту у генералном пласману, иза Луиса Окање. Освојио је треће место на Вуелта а Еспањи и национално првенство, а затим је освојио друго место на Тур де Франсу, где је такође остао иза Луиса Окање, у години када је Еди Меркс одлучио да не вози Тур. Тевене је победио на две етапе.
Године 1974. освојио је етапу на Париз—Ници, Критеријум Интернационал и Вуелта Каталонију. На Тур де Франсу није остварио победу, а морао је да напусти Тур током 11 етапе, због болести.
Године 1975. освојио је Критеријум Дофине и још неколико трка у Француској. Завршио је други на Лијеж—Бастоњ—Лијежу, а затим је освојио Тур де Франс. Тевене је напао Меркса на кол д Изоарду, 14. јула, на дан Бастиље. Меркс је то тешко држао, а затим га је ударио навијач. Меркс је изгубио жуту мајицу и више је није вратио. Меркс је завршио на другом месту, три минута иза Тевенеа.
Године 1976. освојио је други пут Критеријум Дофине, а Тур де Франс је напустио током 19 етапе. Након Тура, освојио је друго место на Ђиро ди Ломбардији и трку шест дана Гренобла.
Године 1977. освојио је неколико трка у Француској, друго место на Критеријуму Дофине, а затим је освојио Тур де Франс по други пут, уз једну етапну победу. Након Тура, освојио је трку Монжуика. Касније те године, Тевене је завршио у болници због обољења јетре, што је приписано превеликој употреби стероида. 1978. остварио је само две победе, возио је Тур де Франс, али је морао да напусти током 11 етапе и завршио је у болници. 1979. није имао никаквих успеха и напустио је Пежо тим на крају сезоне.
Године 1980. возио је за шпански тим Тека, остварио је шест победа, међу којима је и трка шест дана Гренобла. Тур де Франс завршио је на 17 месту.
Године 1981. победио је класик Индр, етапу на Туру Валклос, а затим је возио свој задњи Тур де Франс, завршио га је на 37 месту. Задњу победу остварио је на трци Критеријуму Кастиљон.

## Крај каријере и приватни живот
Тевене је завршио каријеру на крају 1981. године, а 1984. био је спортски директор у тиму La Redoute, у којем је возио Стивен Роуч. Био је спортски коментатор и отворио је радњу бициклистичке одеће, која је носила његово име. Упитан да ли је тешко бити бициклиста, одговорио је да је теже бити француски фармер.
Од 2010. је директор трке Критеријум Дофине.

## Допинг
Тевене је био позитиван током трке Париз—Ница 1977. године. Године 1978. је био јако лош, тешко је завршавао трке, а новинар на радио станици се запитао да ли је то због допинга. Тевене и његов сувозач су одбили да дају интервијуе тој радио станици. Отишао је у болницу када су тестови показали озбиљне проблеме са надбубрежном жлездом. Тевене је признао да је користио стероиде и позвао је да дође крај дроги у спорту.